# Шарафан, Максим Дмитриевич
Максим Дмитриевич Шарафан (род. 26 сентября 1988, Ставрополь, СССР) — российский профессиональный баскетболист и тренер.

## Карьера
Шарафан начинал спортивную карьеру как защитник в юношеской команде «Ставрополь», с которой занял 10 место в первенстве России-2003/2004. С 2006 по 2008 годы выступал за «Динамо» (Ставрополь). Всего за игровую карьеру Максим принял участие в 53 матчах, в которых набирал 3,8 очка, 1,1 передачу и 2,1 подбора.
Будучи студентом, Шарафан работал с женской сборной командой Ставропольского государственного университета.
В 2011 году, главный тренер «Красных крыльев» Сергей Базаревич пригласил Шарафана в тренерский штаб самарского клуба в качестве тренера по индивидуальной подготовке.
Помимо работы в тренерском штабе «Красных крыльев», Шарафан провёл первую половину сезона 2012/2013 в красноярском «Енисее».
Первым серьезным опытом работы главным тренером стало родное для Шарафана ставропольское «Динамо», с которым в сезоне 2014/2015 он завершил регулярный чемпионат Суперлиги-2 в шаге от зоны плей-офф (9 место).
В 2015 году Шарафан возглавил «Локомотив-Кубань-2». В первом сезоне краснодарская команда заняла 5 место в Единой молодёжной лиге ВТБ и пропускала меньше всех в турнире.
Летом 2016 года Шарафан прошёл стажировку в тренерском штабе «Орландо Мэджик» в Летней лиге НБА.
В сезоне 2016/2017 «Локомотив-Кубань-2» под руководством Шарафана впервые в истории финишировал на 3 месте в регулярном сезоне Единой молодежной лиге ВТБ и заняла 4 место по итогам «Финала восьми», став в третий раз подряд самой малопропускающей командой турнира.
В июне 2017 года Шарафан перешёл в «ЦСКА-Юниор». В первом же сезоне команда стала победителем Единой молодёжной лиги ВТБ, а Шарафан был признан лучшим тренером сезона.
Летом 2019 года Шарафан возглавил ЦСКА-2, выступающий в Суперлиге-1.
В апреле 2020 года Шарафан покинул молодёжный проект ЦСКА.

## Достижения
- Чемпион Единой молодёжной лиги ВТБ: 2017/2018
- Серебряный призёр Единой молодёжной лиги ВТБ: 2018/2019